# Diga di Sasogawa
La diga di Sasogawa (笹生川ダム?, Sasogawa damu) è una diga nella città di Ōno, nella prefettura di Fukui, in Giappone.

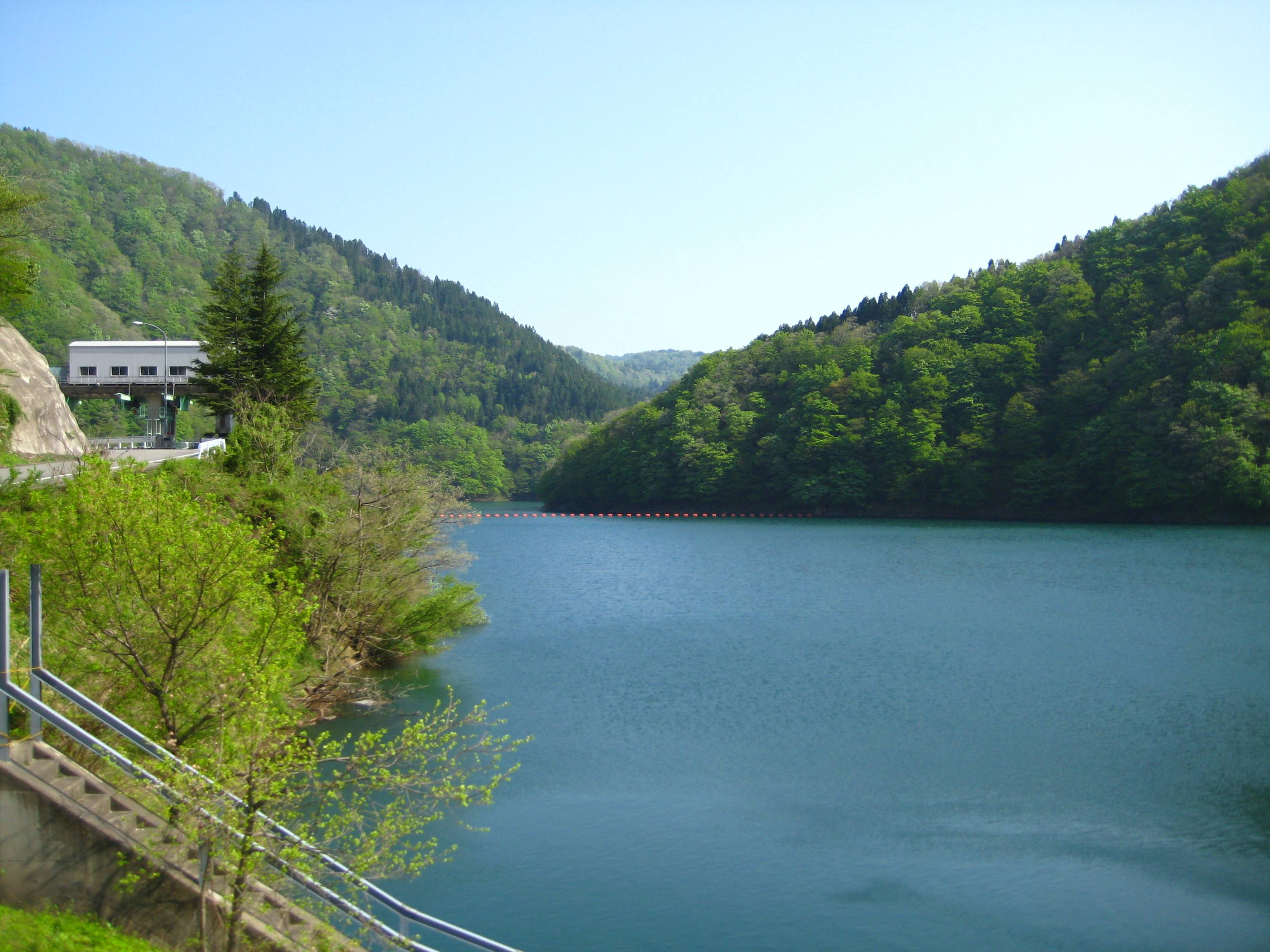